# 폴 브로카
폴 피에르 브로카(Paul Pierre Broca, 1824년 6월 28일 - 1880년 7월 9일)는 프랑스의 외과 의사, 신경학자, 해부학자, 인류학자이다. 그는 프랑스, 생트 포이 라 그랑드(Sainte-Foy-la-Grande)에서 태어났다. 그에 의해 대뇌피질 좌측 전두엽 셋째 회절부가 언어를 담당하고 있는 것이 밝혀졌고, 그 부위는 브로카 영역이라고 불리고 있다. 브로카 영역의 발견은 실어증의 원인을 규명하는데 결정적인 기여를 하였다.
1861년에 '탄'이라는 애칭을 가진 실어증 환자의 부검을 통해 뇌의 왼쪽 특정한 부분이 손상되어 있음을 발견하고 이 부분이 음성 언어를 관장하는 중추라는 주장을 발표하였다. 이 환자는 생전에 '탄'이라는 말만 하는 실어증을 가지고 있었다. 이후 비슷한 실어증 환자를 부검하여 같은 부위가 손상되어 있음을 발견하고 그 부분이 언어중추임을 증명하였다. 그래서 폴 브로카의 이름을 따서 '브로카'라고 명명하게 되었다.
그는 암 병리학, 동맥류(혈관의 이상 증대) 치료 등의 의학 연구에서도 성과를 보였다. 또한 그는 1859년 세계 최초의 인류학학회인 파리 인류학회를 창설하였고, 1876년 인류학학교인 에콜 드 앙트로폴로지를 설립하여 인류학 발전에 기여하였다.
그러나 그는 골상학 연구에도 깊이 관여하면서 오점을 남기기도 했는데, 인종간 그리고 성별간의 두개골 용적을 측정 및 비교하는 실험에서 조작을 자행하여 당시 백인 사회에 만연했던 인종차별과 성차별의 조장에 정당성을 부여하였다. 그의 이러한 실책은 1978년에 와서야 스테판 구드(Stephen Goude)에 의하여 밝혀졌다. 그의 골상학 또는 관상학 관련 연구는 그가 인종차별주의자에 남녀차별주의자였음을 보여주고 있는데, 폴 브로카는 행실이 모범적이었던 학자였지만 당대의 윤리적 한계에서는 벗어나지 못했던 것으로 보인다.
실제로 그는 선량한 프랑스 시민들을 범죄로부터 보호하기 위해 강력범죄자들의 두개골을 조사하기도 했다. 이 연구에서 그는 '흉악범죄자들의 두개골은 평범한 사람의 것과 다르다'라는 결론을 내린 뒤 두개골의 모양을 통해 잠재적 범죄자들을 색출해낼수 있다고 주장하였다. 또한 대부분의 골상학자가 그랬듯이 폴 브로카도 뇌의 크기와 사람의 사회적 지위를 연관지었는데 그가 죽은 뒤 그의 뇌를 다른 평범한 사람들과 비교해 본 결과 몇 그램 차이가 나지 않아 골상학과 관련한 그의 주장이 편견에 의한 실책이었음을 입증하는 굴욕을 겪기도 했다.

## 같이 보기
- 브로카 영역
- 베르니케 영역
- 실어증